# Athripsodes caglari
Athripsodes caglari là một loài Trichoptera trong họ Leptoceridae. Chúng phân bố ở miền Cổ bắc.